# Crnogorska republička nogometna liga 1946./47.
Republička liga Crne Gore (Crnogorska republička nogometna liga) je bila liga drugog stupnja nogometnog prvenstva Jugoslavije u sezoni 1946./47. 
 Sudjelovalo je 5 klubova, a prvak je bila "Sutjeska" iz Nikšića. 

## Ljestvica
| mj. | klub                   | ut. | pob. | ner. | por. | gol+ | gol- | bod |
| --- | ---------------------- | --- | ---- | ---- | ---- | ---- | ---- | --- |
| 1.  | Sutjeska Nikšić        | 8   | 6    | 1    | 1    | 19   | 9    | 13  |
| 2.  | Bokelj Kotor           | 8   | 5    | 1    | 2    | 14   | 14   | 11  |
| 3.  | Lovćen Cetinje         | 8   | 4    | 1    | 3    | 21   | 13   | 9   |
| 4.  | Arsenal Tivat          | 8   | 2    | 1    | 5    | 13   | 20   | 5   |
| 5.  | Velimir Jakić Pljevlja | 8   | 1    | 0    | 7    | 5    | 16   | 2   |

- "Sutjeska" i "Bokelj" su se plasirali u Savezni kvalifikacijski kup, za ulazak u 1. saveznu ligu.

## Rezultatska križaljka
| kratica | klub                   | ARS | BOK | LOV | SUT | VEJ |
| --- | ---------------------- | --- | --- | --- | --- | --- |
| ARS | Arsenal Tivat          |     |     |     |     |     |
| BOK | Bokelj Kotor           |     |     |     |     |     |
| LOV | Lovćen Cetinje         |     |     |     |     |     |
| SUT | Sutjeska Nikšić        |     |     |     |     |     |
| VEJ | Velimir Jakić Pljevlja |     |     |     |     |     |
| |                        |     |     |     |     |     |
| podebljan rezultat - utakmice od 1. do 5. kola (1. utakmica između klubova) rezultat normalne debljine - utakmice od 6. do 10. kola (2. utakmica između klubova) rezultat nakošen - nije vidljiv redoslijed odigravanja međusobnih utakmica iz dostupnih izvora rezultat nakošen i smanjen * - iz dostupnih izvora nije uočljiv domaćin susreta prekrižen rezultat - poništena ili brisana utakmica p - utakmica prekinuta 3:0 p.f. / 0:3 p.f. - rezultat 3:0 bez borbe n.i. - nije igrano |                        |     |     |     |     |     |

 Izvori: 